# Molophilus chrysopterus
Molophilus chrysopterus là một loài ruồi trong họ Limoniidae. Chúng phân bố ở miền Australasia.